# KFC Herentals
Der Koninklijke Football club Herentals war ein belgischer Fußballverein aus der flandrischen Stadt Herentals. Die Mannschaft spielte bis zu ihrer Auflösung 1999 insgesamt 21 Spielzeiten zweitklassig.

## Geschichte
1917 gründete sich der Verein unter dem Namen Herentalschen Sport Kring und trat 1920 dem belgischen Fußballverband bei. Ab 1931 trat die Mannschaft in der landesweit organisierten Drittklassigkeit an, 1939 stieg sie in die zweite belgische Liga auf. Kriegsbedingt verzögerte sich der Spielbetrieb, der nach einer Fusion mit dem 1924 gegründeten und ebenfalls zeitweise drittklassig antretenden Netha Football Club Herentals unter dem Namen FC Herentals ab 1941 wieder aufgenommen wurde. Seit 1951 darf der als Societé Royale das königliche Prädikat tragen, im selben Jahr wurde der Klub Opfer einer Ligareform – die zweite Liga wurden von zwei Staffeln auf eine Staffel zusammengefasst – und war einer von 16 Absteigern.
1955 gelang dem KFC Herentals die Rückkehr in die zweithöchste Spielklasse, die Spielzeit 1955/56 beendete der Klub jedoch als Tabellenletzter. Nach drei Vizemeisterschaften in Serie in der dritten Liga gelang 1961 als Staffelsieger erneut der Sprung in die zweite Liga. Dieses Mal hielt sich der Verein bis 1969 in der Spielklasse, anschließend etablierte sich die Mannschaft – abgesehen von einer Stippvisite in der Viertklassigkeit in der Spielzeit 1976/77 – in der dritten Liga. Nach dem erneuten Abstieg ins vierte Spielniveau 1986 rutschte der Klub zeitweise in den regionalen Amateurbereich, kehrte aber 1989 in die Viert- und 1993 in die Drittklassigkeit zurück. 1998 stieg der Klub erneut in die zweite Liga auf, kämpfte aber mit finanziellen Problemen. Zwar beendete der Klub die Spielzeit 1998/99 auf einem elften Tabellenplatz, nach Saisonende löste er sich jedoch auf. In diesem Zusammenhang übernahm der KFC Verbroedering Geel einen Teil des Personals und der Nachwuchsmannschaften.
2000 gründete sich der Voetbalclub Herentals als Nachfolgeverein, der auch das Sint-Janneke-Stadion als Heimstätte übernahm.